# Isola di Sehel
L'Isola di Sehel è un'isola ed un sito archeologico egiziano, a 4 km da Assuan.
Del gruppo di isole fa parte anche l'isola di File. Il nome antico dell'isola è:
| S22 · t · t | O49 |

sṯyt - Setit

L'isola, luogo di culto principalmente di Anuqet, figlia del dio Khnum, è dominata da due colline rocciose, coperte da oltre duecento iscrizioni e stele, risalenti in parte all'Antico Regno: queste erano dedicate agli dei, soprattutto da parte delle spedizioni che salivano o scendevano la Prima Cateratta del Nilo, per ringraziarli del buon esito del viaggio.
La più celebre stele, posta sulla parte alta della collina orientale, è la cosiddetta Stele della carestia, inizialmente attribuito al faraone Djoser (III dinastia) per i sette anni di carestia del suo regno dovuti all'abbassamento delle acque del Nilo.
In realtà studi recenti hanno provato che la stele è stata realizzata dai sacerdoti del dio Khnum di Elefantina del periodo tolemaico per rivendicare le terre a loro concesse a suo tempo dal faraone Djoser.
Oggi l'isola è abitata da nubiani raggruppati in un caratteristico villaggio. Il Signor Nimery, un trentenne, guida una organizzazione - Community Society of Sehel Island - che cerca di migliorare le condizioni di vita sull'isola, tramite contributi di benefattori. Finora ha ottenuto una collaborazione svizzera per il miglioramento del ritiro dei rifiuti del villaggio.